# Turismo cemiterial
O turismo em cemitério tem como foco principal a exploração do patrimônio artístico e arquitetônico; para isso, alguns cemitérios até foram transformados em cemitérios-museu.

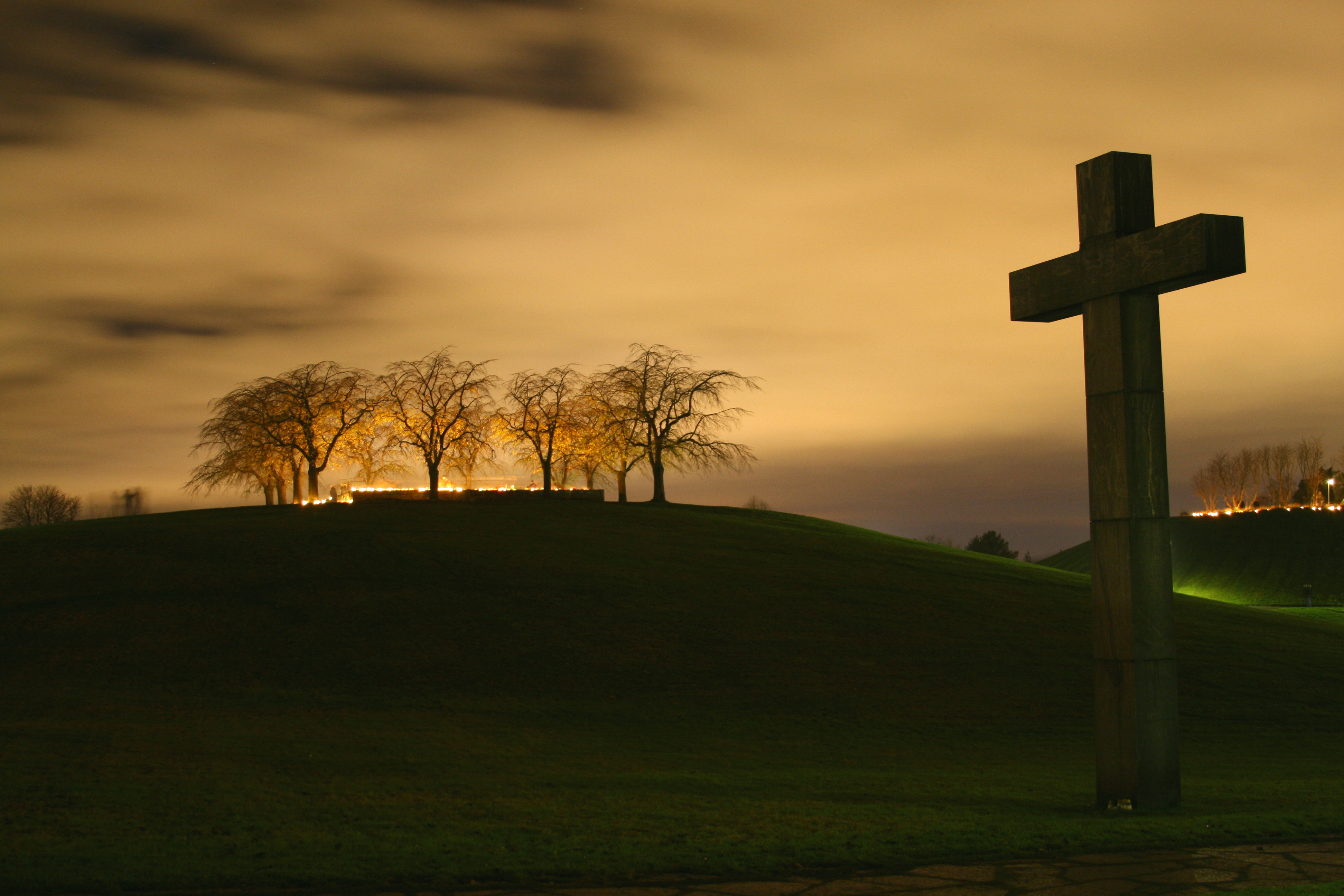
Área verde em cemitério de Estocolmo

Um outro motivo que move o turismo cemiterial é a busca de personalidades, que mesmo depois de mortas continuam sendo veneradas (até mais do que quando estavam vivas). Os cemitérios estão comumente associados aos sentimentos de tristeza e medo, tal concepção errônea vem sendo cada vez mais reforçada através do cinema com os filmes de terror. Este preconceito em relação aos cemitérios resulta no afastamento das pessoas e o abandono torna o ambiente mais propício às práticas de vandalismo, colocando em risco verdadeiras obras artísticas e uma diversidade de itens históricos.
Os cemitérios carregam valores associados aos bens materiais e imateriais. No que diz respeito aos bens materiais, três valores patrimoniais podem se manifestar: 
- Valor de caráter ambiental ou urbano: Os cemitérios muitas vezes são construídos em locais que se tornam núcleos históricos das cidades e o espaço aberto onde estão localizados preservam suas áreas verdes.

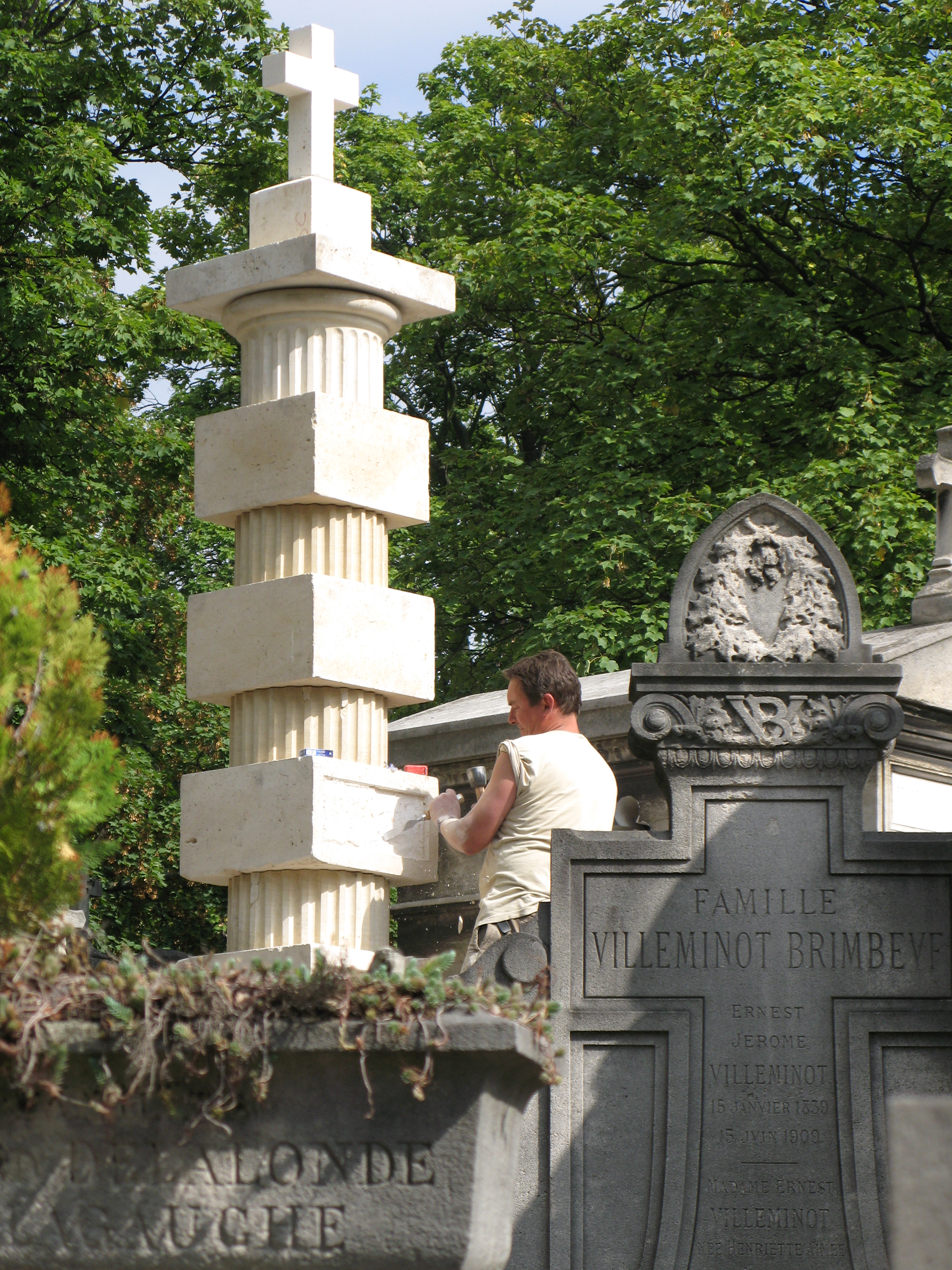
Monumento no cemitério Père-Lachaise em Paris

- Monumento no cemitério Père-Lachaise em ParisValor artístico: Os cemitérios possuem valor artístico devido à riqueza da arquitetura tumular de função ornamental. Os cemitérios geralmente abrigam obras de arte riquíssimas, de artistas renomados ou não.
- Valor histórico: Nos cemitérios se encontram os restos mortais de pessoas que contribuíram de alguma forma para a história. As lápides são como documentos históricos, pois registram dados importantes, como datas e nomes. A visitação aos túmulos de personalidades são atualmente o principal atrativo que leva à visitação dos cemitérios por turistas.

Os valores imateriais, por sua vez, são associados à crença e ao culto popular. Desde os tempos mais remotos, quando os homens ainda eram todos nômades, os mortos foram os primeiros a ter uma morada permanente, tornando evidente o respeito dos homens pelos mortos.
Para poder conservar os mausoléus, no caso dos cemitérios-museu, a saída encontrada foi a mercantilização do espaço, ou seja, além de alguns eventos que são realizados o visitante é obrigado a pagar uma entrada.
Outro que busca os cemitérios como fonte de pesquisa é o cemiteriólogo.

## Musealização de Cemitérios

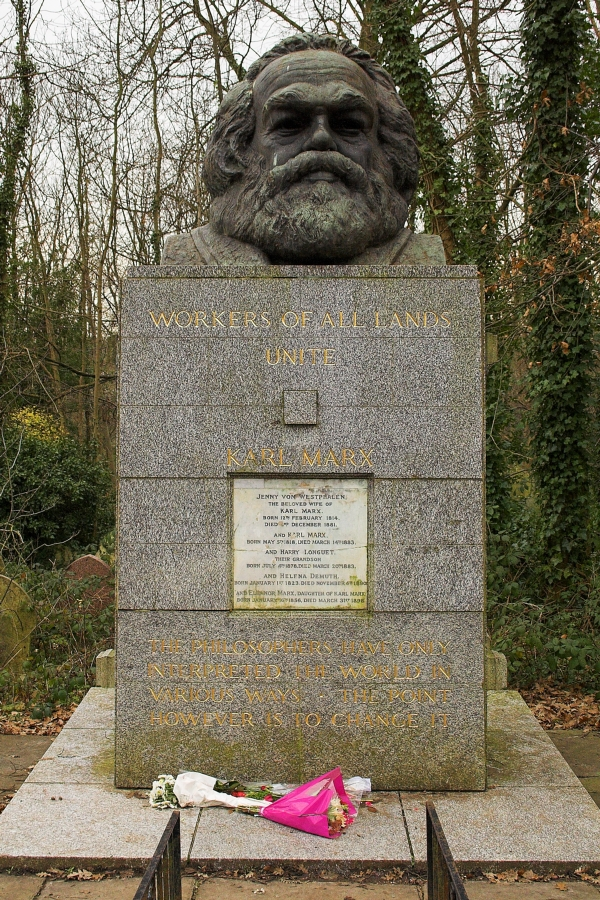
Cemitério Highgate - Londres
túmulo de Karl Marx

O conceito de musealização de cemitérios é algo novo, que começou a aparecer em produções acadêmicas apenas a partir da década de 1980 e já se tornou um campo fundamental da museologia. Os programas de musealização de cemitérios possui o objetivo de preservação desses ambientes. Essa saída, adotada pelo menos em alguns cemitérios da América do Sul, como São Pedro de Medellin e Presbítero Maestro em Lima, envolve a criação de uma fundação ou de uma associação de amigos, como é o caso do Cemitério de Highgate de Londres. Ao transformar um cemitério nem elemento à serviço da comunidade, além dos seu valor intrínseco à sua existência, resultará na recuperação da sua importância social, principalmente no que se refere à educação pública e pesquisas nos diversos campos em que pode ser útil através das investigações etnológicas, econômicas, sociais e artísticas.
A partir dos anos 2000, cidades como Bogotá e Medelín, na Colômbia, encontravam-se em uma situação calamitosa devido à precariedade na segurança pública. Nesse contexto, o Cemitério de San Pedro era conhecido como uma referência à violência urbana desde 1970. Em 1996 a instituição que administrava o museu propôs um programa de recuperação e em 1998 o Cemitério de San Pedro foi admitido à Rede de Museus de Antioquia e aceito pelo Conselho Internacional de Museus para América Latina e Caribe (ICOM_LAC, sigla em inglês). Em 1999, o cemitério foi reconhecido como Bem de Interesse Cultural de Caráter Nacional pelo Ministério Cultural da Colômbia. O Plano de Desenvolvimento definiu ações pontuais, onde ganhou destaque os programas culturais que aproximaram o público dos cemitérios. Até mesmo as crianças foram beneficiadas com oficinas como a "Los ángeles pintan en el cementerio", além das visitas guiadas e visitas noturnas para o público em geral.
Com relação à ida aos túmulos, trata-se a possibilidade que os simples mortais tem de visitar seus ídolos, já que durante toda a vida a virtualidade é que rege a relação. Um dos museus mais visitados do mundo com este propósito é o Cemitério Père-Lachaise em Paris, onde se encontram as sepulturas de personalidades como Oscar Wilde, Auguste Comte, Édith Piaf, Jim Morris e Allan Kardec.

## Turismo Cemiterial no Brasil

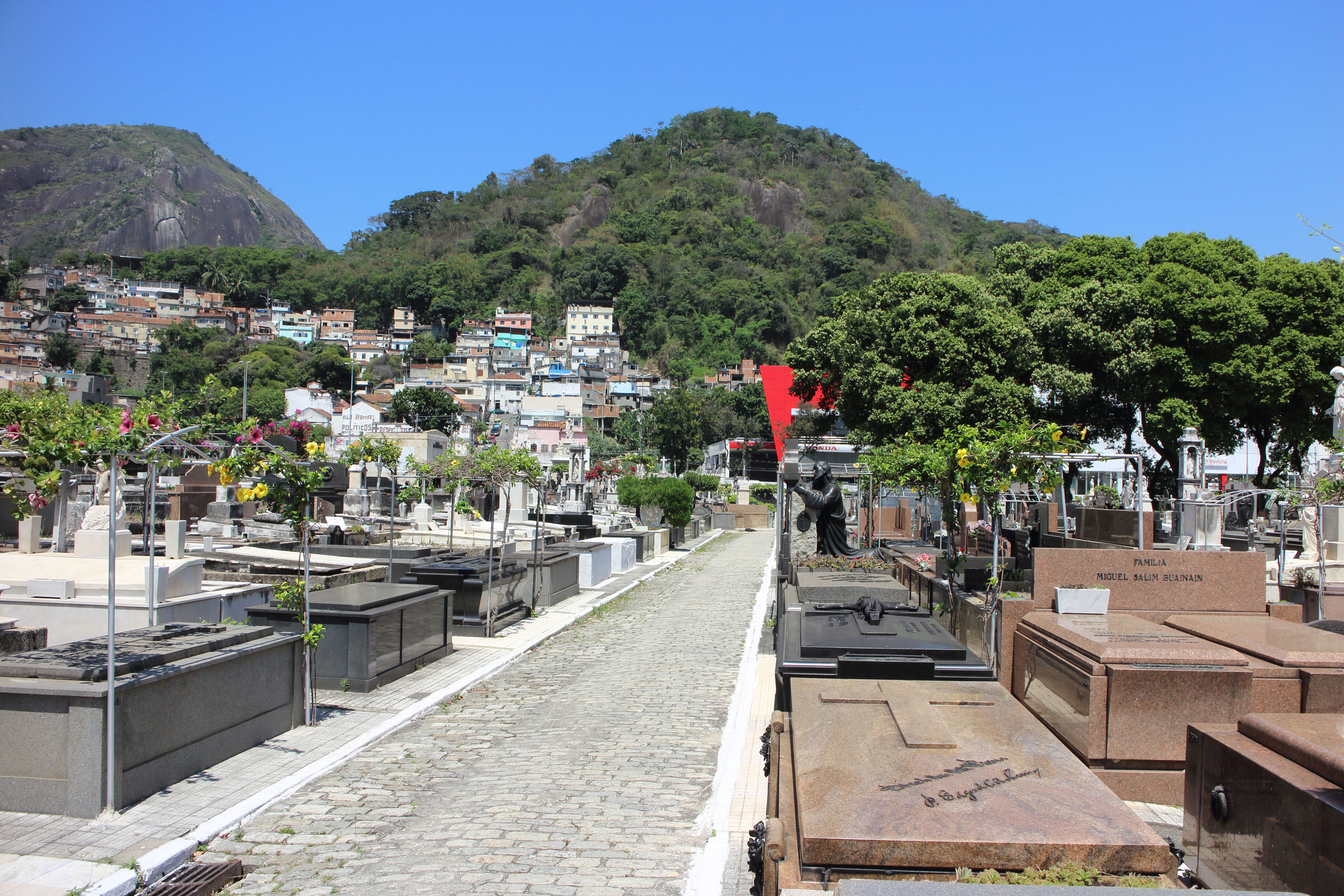
Cemitério de São João Batista

Os cemitérios europeus já são referências turísticas pelo mundo afora, enquanto os brasileiros estão aos poucos aparecendo como destino turístico em algumas cidades. Rio de Janeiro e São Paulo já conta com programas de visitas guiadas aos principais cemitérios do seu patrimônio. Apesar dos cemitérios já serem considerados oficialmente espaços importantes para a cultura nacional, o tombamento dificilmente vem acompanhado de políticas públicas para a conservação desses ambientes, de modo que não vem impedindo a deterioração de grande parte dos cemitérios brasileiros.
O Cemitério dos Imigrantes, em Joinville, Santa Catarina, é um exemplo de cemitério tombado e abandonado. Embora ao longo do tempo tenha tido algumas ações pontuais visando sua conservação, tais ações têm se mostrado insuficientes para combater a ação do tempo, atos de vandalismo e falta de manutenção.

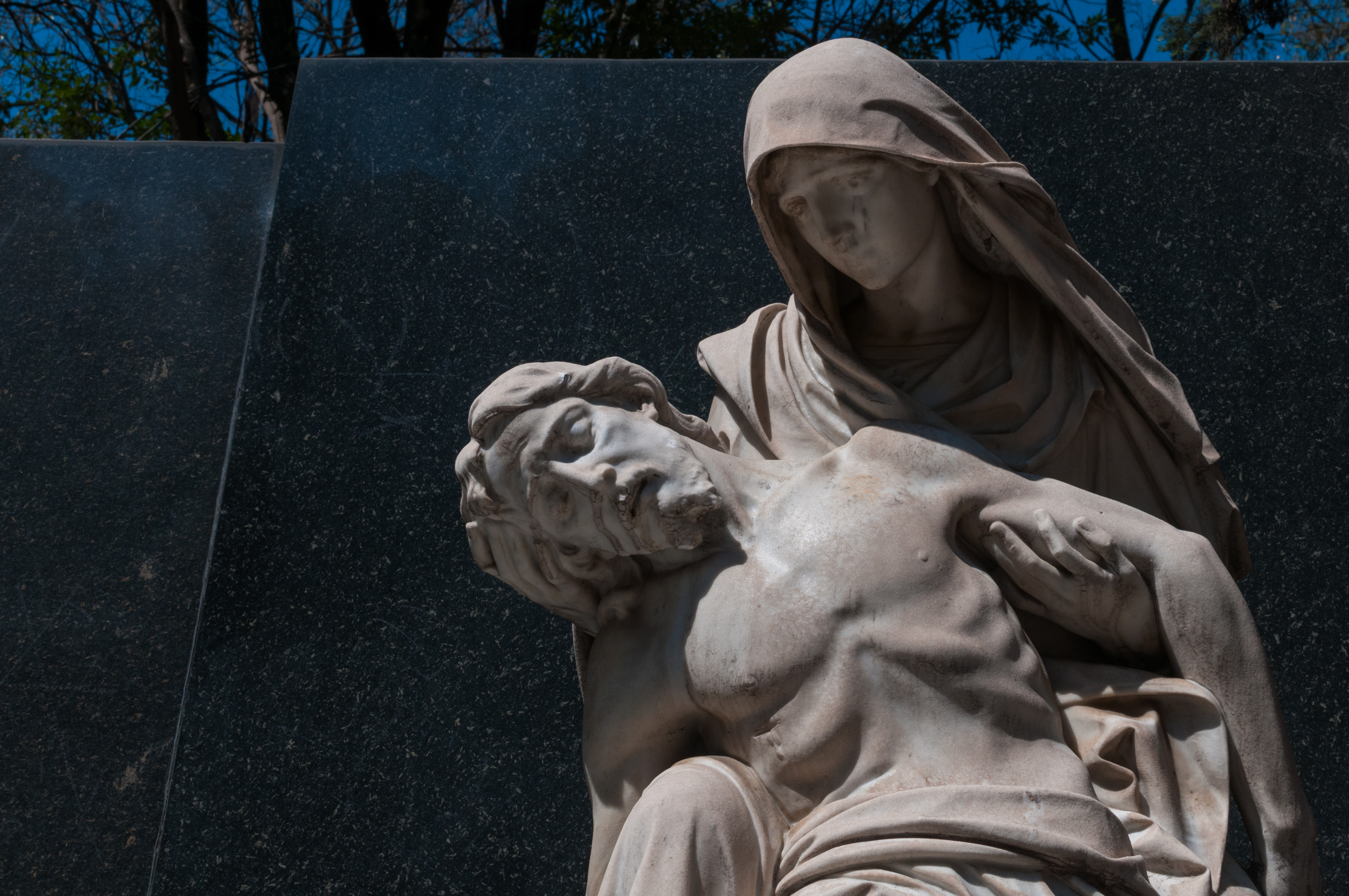
Escultura no Cemitério da Consolação

O Cemitério de São João Batista (Rio de Janeiro), é um dos mais ornamentados cemitérios brasileiros e também é conhecido como "o cemitério das estrelas" pelo grande número de pessoas famosas ali sepultadas. Entre os túmulos mais visitados deste cemitérios estão os túmulos de Antônio Carlos Jobim e Luís Carlos Prestes. Além destes, túmulos muito visitados são os de Carmen Miranda e Cazuza, ambos contam com partido arquitetônico muito simplista. O cemitério também sofre com a degradação das áreas mais distantes e o vandalismo.
A administração do Cemitério da Consolação, em São Paulo, recebe mensalmente mais de 50 agendamentos para visita monitorada. O público está dividido entre turistas, paulistanos e instituições de ensino. Como atração o Cemitério da Consolação abriga mais de 300 obras de artistas renomados como o "Grande Anjo" de Vitor Brecheret e "Anjo da Guarda" de Enrico Bianchi. Além disso, existem as sepulturas de muitos intelectuais, homens públicos e artistas como Tarsila do Amaral. A grande quantidade de mausoléus também chama a atenção dos visitantes, entre os quais o da família Matarazzo é o mais célebre , atualmente o maior da América Latina, com 25 metros de altura.

## Turismo Cemiterial em Portugal
Em Portugal, as primeiras visitas guiadas realizaram-se em meados da década de 1990, em Lisboa, no Cemitério dos Prazeres, e, partir de 1999, também no Porto, no Cemitério da Lapa. Nos primeiros anos do século XXI, passaram a ser organizados ciclos de visitas também nos cemitérios municipais do Porto: Prado do Repouso e Agramonte. Outros cemitérios portugueses onde já se realizaram várias visitas guiadas são: Viana do Castelo, Braga (Monte d'Arcos), Cemitério Britânico do Porto, Cemitério da Conchada (Coimbra), Cemitério de Santo António do Carrascal (Leiria), Cemitério Municipal de Loures, Cemitério do Alto de São João (Lisboa), Cemitério da Ajuda (Lisboa), Cemitério Britânico de Lisboa, e Cemitério de São Joaquim (Ponta Delgada). Alguns destes cemitérios portugueses integram a European Cemeteries Route, da Association of Significant Cemeteries of Europe. 